# Amata subdivisa
Amata subdivisa är en fjärilsart som beskrevs av Turati 1917. Amata subdivisa ingår i släktet Amata och familjen björnspinnare. Inga underarter finns listade i Catalogue of Life.